# لي بيج
لي بيج (بالإنجليزية: Leigh Page)‏ هو فيزيائي أمريكي، ولد في 13 أكتوبر 1884 في نيوجيرسي في الولايات المتحدة، وتوفي في 14 سبتمبر 1952 في نيو هيفن في الولايات المتحدة.